# Петана (Леко)
Петана је насеље у Италији у округу Леко, региону Ломбардија.
Према процени из 2011. у насељу је живело 24 становника. Насеље се налази на надморској висини од 290 м.